# Luis Silvela y de Le Vielleuze
Luis Silvela y de Le Vielleuze (1839 – Madrid, 2 de maig de 1903) va ser un jurista, periodista, acadèmic i publicista espanyol, diputat a Corts i senador durant la Restauració.

## Biografia
Nascut en 1839, era fill de Francisco Agustín Silvela y Blanco i Luisa de Le Vielleuze, i germà dels polítics Francisco Silvela i Manuel Silvela y de Le Vielleuze. Es va casar amb Isabel Corral, amb la que va tenir sis fills: Eugenio, Agustín, Antonia, Luisa, María Eugenia i Pilar.
Va ser conseller d'Instrucció Pública i catedràtic de la facultat de Dret de la Universitat Central de Madrid, en concret de Dret Penal i Mercantil, així com acadèmic de número de la Reial Acadèmia de Ciències Morals i Polítiques i de la Reial Acadèmia de Jurisprudència i Legislació. Va obtenir un escó de diputat a Corts a les eleccions de 1876, pel districte de Santo Domingo de la Calzada (avio La Rioja), i 1879 i 1884, en ambdues pel districte salamanquí de Ledesma. També fou senador vitalici.
Va ser col·laborador de la revista La España Moderna i d'altres publicacions periódiques. Autor del projecte de Codi Penal en 1884, que presentaria a les Corts el seu germà Francisco, va escriure obres com La familia foral y la familia castellana (1863), junt a Segismundo Moret; El Derecho penal estudiado en principios y en la legislación vigente en España (1879-1884) —de notable importància en les càtedres espanyoles, segons la premsa de l'època— o El Código penal y sentido común, a més d'un estudi de Jeremy Bentham. Va morir a Madrid el 2 de maig de 1903, i fou enterrat a la Sacramental de San Isidro.